# Hà Mòn
Hà Mòn là một xã thuộc huyện Đăk Hà, tỉnh Kon Tum, Việt Nam.
Xã Hà Mòn có diện tích 35,65 km², dân số năm 2019 là 4.460 người, mật độ dân số đạt 125 người/km².

## Lịch sử
Ngày 1 tháng 2 năm 1985, Hội đồng Bộ trưởng ban hành Quyết định 26-HĐBT về việc thành lập xã Hà Mòn trên cơ sở một phần diện tích và dân số của xã Đak La.